# Nedre Fiskonsjön
Nedre Fiskonsjön är en sjö i Vilhelmina kommun i Lappland och ingår i Ångermanälvens huvudavrinningsområde. Sjön har en area på 0,24 kvadratkilometer och ligger 629,6 meter över havet. Nedre Fiskonsjön ligger i Satsfjället Natura 2000-område.

## Delavrinningsområde
Nedre Fiskonsjön ingår i det delavrinningsområde (720786-146869) som SMHI kallar för Utloppet av Nedre Fiskonsjön. Medelhöjden är 699 meter över havet och ytan är 4,83 kvadratkilometer. Det finns inga avrinningsområden uppströms utan avrinningsområdet är högsta punkten. Vattendraget som avvattnar avrinningsområdet har biflödesordning 3, vilket innebär att vattnet flödar genom totalt 3 vattendrag innan det når havet efter 366 kilometer. Avrinningsområdet består mestadels av skog (63 procent) och kalfjäll (32 procent). Avrinningsområdet har 0,24 kvadratkilometer vattenytor vilket ger det en sjöprocent på 5 procent.